# 1869 في الأرجنتين
فيما يلي قوائم الأحداث التي وقعت خلال عام 1869 في الأرجنتين.

## سياسة

### تعيين في المنصب
- 11 مايو – بارتولومي ميتر عضو مجلس الشيوخ الأرجنتيني ‏.

## مواليد

### يناير
- 1 يناير – ليوبولدو ميلو سياسي أرجنتيني.

## وفيات

### سبتمبر
- 7 سبتمبر – غريغوريو باز (مواليد 1797) عسكري أرجنتيني.
- 25 سبتمبر – أنخيل باتشيكو (مواليد 1793) عسكري أرجنتيني.